# اینگداینگ
اینگداینگ (به لاتین: Aingdaing) یک منطقهٔ مسکونی در میانمار است که در ناحیه ماندالی واقع شده‌است.